# Moval
Moval is een plaats en voormalige gemeente in het arrondissement Belfort in het Franse departement Territoire de Belfort.

## Geschiedenis
Sinds 22 maart 2015 maakt Moval deel uit van het kanton Châtenois-les-Forges. Voor die dag viel de gemeente onder het op diezelfde dag opgeheven kanton Danjoutin. Op 1 januari 2019 fuseerden Meroux en Moval tot de commune nouvelle Meroux-Moval.

## Geografie
De onderstaande kaart toont de ligging van Moval met de belangrijkste infrastructuur en aangrenzende gemeenten.

## Demografie
Onderstaande figuur toont het verloop van het inwonertal (bron: INSEE-tellingen).